# Keith Kinkaid
Keith Patrick Kinkaid, född 4 juli 1989, är en amerikansk professionell ishockeymålvakt som spelar för Savannah Ghost Pirates i ECHL. Han har tidigare spelat i National Hockey League (NHL) för New Jersey Devils, Montreal Canadiens, New York Rangers, Boston Bruins och Colorado Avalanche.

## Spelarkarriär
Kinkaid blev aldrig draftad av något lag men skrev på ett tvåårigt entry level-kontrakt med New Jersey Devils den 18 april 2011, till ett värde av 1,8 miljoner dollar.
Han skrev på ett ettårskontrakt värt 550 000 dollar med Devils den 20 juli 2013, och igen den 4 juli 2014 värt 600 000 dollar. 
Efter två ettåriga kontraktsförlängningar skrev han den 13 april 2015 på ett tvåårskontrakt med Devils värt 1,45 miljoner dollar.
Den 29 juni 2017 skrev han på ett nytt tvåårskontrakt med klubben värt 2,5 miljoner dollar.
Han tradades den 25 februari 2019 till Columbus Blue Jackets i utbyte mot ett draftval i femte rundan 2022.
Den 1 juli 2019 skrev han som free agent på ett ettårskontrakt med Montreal Canadiens.

## Statistik

### Klubbkarriär
| 2007–08    | New York Bobcats       | AJHL       | 28  | 20 | 5  | 3  | 1,458 | 58  | 3 | 2.39 | .935 | —  | —  | — | —   | —  | — | —    | —    |
| 2007–08    | Des Moines Buccaneers  | USHL       | 15  | 4  | 9  | 2  | 844   | 48  | 0 | 3.41 | .893 | —  | —  | — | —   | —  | — | —    | —    |
| 2008–09    | St. Louis Bandits      | NAHL       | 40  | 30 | 5  | 4  | 2,393 | 71  | 7 | 1.78 | .936 | 12 | 10 | 2 | 728 | 14 | 3 | 1.15 | .951 |
| 2009–10    | Union College          | ECAC       | 25  | 12 | 8  | 3  | 1,478 | 61  | 1 | 2.48 | .912 | —  | —  | — | —   | —  | — | —    | —    |
| 2010–11    | Union College          | ECAC       | 38  | 25 | 10 | 3  | 2,265 | 75  | 3 | 1.99 | .920 | —  | —  | — | —   | —  | — | —    | —    |
| 2011–12    | Albany Devils          | AHL        | 42  | 17 | 20 | 3  | 2,347 | 115 | 3 | 2.94 | .904 | —  | —  | — | —   | —  | — | —    | —    |
| 2012–13    | Albany Devils          | AHL        | 45  | 21 | 17 | 6  | 2,644 | 120 | 2 | 2.72 | .905 | —  | —  | — | —   | —  | — | —    | —    |
| 2012–13    | New Jersey Devils      | NHL        | 1   | 0  | 0  | 0  | 26    | 1   | 0 | 2.31 | .923 | —  | —  | — | —   | —  | — | —    | —    |
| 2013–14    | Albany Devils          | AHL        | 43  | 24 | 13 | 5  | 2,519 | 96  | 4 | 2.29 | .912 | 4  | 1  | 3 | 238 | 9  | 0 | 2.26 | .932 |
| 2014–15    | Albany Devils          | AHL        | 13  | 7  | 2  | 3  | 713   | 26  | 1 | 2.19 | .923 | —  | —  | — | —   | —  | — | —    | —    |
| 2014–15    | New Jersey Devils      | NHL        | 19  | 6  | 5  | 4  | 925   | 40  | 0 | 2.59 | .915 | —  | —  | — | —   | —  | — | —    | —    |
| 2015–16    | New Jersey Devils      | NHL        | 23  | 9  | 9  | 1  | 1,241 | 58  | 2 | 2.81 | .904 | —  | —  | — | —   | —  | — | —    | —    |
| 2016–17    | New Jersey Devils      | NHL        | 26  | 8  | 13 | 3  | 1,485 | 65  | 1 | 2.64 | .916 | —  | —  | — | —   | —  | — | —    | —    |
| 2017–18    | New Jersey Devils      | NHL        | 41  | 26 | 10 | 3  | 2,298 | 106 | 1 | 2.77 | .913 | 2  | 0  | 2 | 202 | 9  | 0 | 5.87 | .804 |
| 2018–19    | New Jersey Devils      | NHL        | 41  | 15 | 18 | 6  | 2,302 | 129 | 3 | 3.36 | .891 | —  | —  | — | —   | —  | — | —    | —    |
| 2019–20    | Montreal Canadiens     | NHL        | 6   | 1  | 1  | 3  | 340   | 24  | 0 | 4.24 | .875 | —  | —  | — | —   | —  | — | —    | —    |
| 2019–20    | Laval Rocket           | AHL        | 13  | 3  | 7  | 3  | 750   | 43  | 0 | 3.44 | .876 | —  | —  | — | —   | —  | — | —    | —    |
| 2019–20    | Charlotte Checkers     | AHL        | 4   | 2  | 1  | 1  | 241   | 9   | 0 | 2.24 | .924 | —  | —  | — | —   | —  | — | —    | —    |
| 2020–21    | Hartford Wolf Pack     | AHL        | 2   | 2  | 0  | 0  | 120   | 2   | 1 | 1.00 | .962 | —  | —  | — | —   | —  | — | —    | —    |
| 2020–21    | New York Rangers       | NHL        | 9   | 3  | 2  | 1  | 486   | 21  | 1 | 2.59 | .898 | —  | —  | — | —   | —  | — | —    | —    |
| 2021–22    | Hartford Wolf Pack     | AHL        | 37  | 20 | 14 | 2  | 2,164 | 106 | 1 | 2.94 | .904 | —  | —  | — | —   | —  | — | —    | —    |
| 2021–22    | New York Rangers       | NHL        | 1   | 1  | 0  | 0  | 60    | 2   | 0 | 2.00 | .935 | —  | —  | — | —   | —  | — | —    | —    |
| 2022–23    | Providence Bruins      | AHL        | 20  | 8  | 7  | 4  | 1,123 | 58  | 0 | 3.10 | .909 | —  | —  | — | —   | —  | — | —    | —    |
| 2022–23    | Boston Bruins          | NHL        | 1   | 1  | 0  | 0  | 60    | 1   | 0 | 1.00 | .968 | —  | —  | — | —   | —  | — | —    | —    |
| 2022–23    | Colorado Avalanche     | NHL        | 1   | 0  | 0  | 0  | 28    | 1   | 0 | 2.15 | .889 | —  | —  | — | —   | —  | — | —    | —    |
| 2022–23    | Colorado Eagles        | AHL        | 7   | 4  | 3  | 0  | 398   | 16  | 1 | 2.41 | .918 | —  | —  | — | —   | —  | — | —    | —    |
| 2023–24    | Chicago Wolves         | AHL        | 24  | 8  | 14 | 2  | 1,356 | 80  | 0 | 3.54 | .880 | —  | —  | — | —   | —  | — | —    | —    |
| 2024–25    | Savannah Ghost Pirates | ECHL       | 32  | 10 | 18 | 3  | 1,817 | 96  | 1 | 3.17 | .893 | —  | —  | — | —   | —  | — | —    | —    |
| NHL totalt | NHL totalt             | NHL totalt | 169 | 70 | 58 | 21 | 9,241 | 448 | 8 | 2.91 | .905 | 2  | 0  | 2 | 202 | 9  | 0 | 5.87 | .804 |

### Internationellt
| År            | Lag           | Turnering     | Resultat      |    | M | V | F | OT  | MIN | GA | SO   | GAA  | SV% |
| ------------- | ------------- | ------------- | ------------- | -- | - | - | - | --- | --- | -- | ---- | ---- | --- |
| 2016          | USA           | VM            | 4:a           | 6  | 1 | 4 | 0 | 350 | 19  | 0  | 3.25 | .871 |     |
| 2018          | USA           | VM            | 3             | 9  | 7 | 2 | 0 | 526 | 15  | 2  | 2.29 | .912 |     |
| Senior totalt | Senior totalt | Senior totalt | Senior totalt | 15 | 8 | 6 | 0 | 876 | 34  | 2  | 2.77 | .892 |     |